# 劍菊石
劍菊石（學名：Xipheroceras）是生存在早侏羅紀海洋中的一屬菊石。其化石分布於英國等地。

## 特徵
劍菊石的外觀和原微菊石十分相似。其單一不分岔的肋條呈翼狀，近腹側有一尖銳的突起，是兩者的不同之處。

## 物種[2]
- Xipheroceras dudressieri d'Orbigny, 1845
- Xipheroceras ziphus Zieten, 1830